# O Covil das Raposas
O Covil das Raposas é uma peça teatral em dois atos escrita por Miguel M. Abrahão em 1978 e publicada, pela primeira vez, em 2009 no Brasil.

## Sinopse
O Covil das Raposas é uma peça teatral que, em tom bem humorado, conta a história de Rafael, jovem sem escrúpulos. Para obter dinheiro e quitar suas dívidas,o protagonista torna-se um garoto de programa, exclusivo para mulheres. Com o crescimento do negócio e não podendo dar conta dos inúmeros compromissos, contrata três estudantes para trabalharem para ele. Egoísta e incapaz de amar, Rafael permanece nessas condições psicológicas até conhecer Shirley, mulher que irá mudar a vida e a relação dos quatro rapazes da trama. Mais uma vez, o final mostra um elemento constante da dramaturgia de Miguel M. Abrahão: que nem tudo é o que parece ser!. Estreou em 1979 tendo o ator Vinícius Salvatori no elenco.